# Dirka po Italiji 1958
Dirka po Italiji 1958 (italijansko Giro d'Italia 1958) je 41. izvedba dirke po Italiji, tritedenske moške cestne kolesarske etapne dirke. Začela se je 18. maja v Milanu in končala 8. junija v Milanu. Sodelovalo je 120 kolesarjev iz 15-ih ekip. Rožnato majico je prvič osvojil Ercole Baldini (Legnano), drugo mesto Jean Brankart (Saint-Raphaël–R. Geminiani–Dunlop), tretje pa Charly Gaul (Faema–Guerra). Rdečo majico je osvojil Miguel Poblet (Ignis–Doniselli), zeleno majico pa Jean Brankart.

## Ekipe
- Asborno
- Atala–Pirelli
- Bianchi–Pirelli
- Cali' Broni-Girardengo
- Carpano
- Chlorodont–Leo
- Faema–Guerra
- Ghigi–Coppi
- Ignis–Doniselli
- Legnano
- Mercier–BP–Hutchinson
- Molteni
- Saint-Raphaël–R. Geminiani–Dunlop
- San Pellegrino
- Torpado

## Etape
| Etapa | Datum    | Štart/Cilj                                        | Razdalja    | Tip         | Tip                  | Zmagovalec                |             |
| ----- | -------- | ------------------------------------------------- | ----------- | ----------- | -------------------- | ------------------------- | ----------- |
| 1     | 18. maj  | Milano – Varese                                   | 178 km      |             | ravninska etapa      | Willy Vannitsen (BEL)     |             |
| 2     | 19. maj  | Varese – Comerio                                  | 26 km       |             | posamični kronometer | Ercole Baldini (ITA)      |             |
| 3     | 20. maj  | Varese – Saint-Vincent                            | 187 km      |             | ravninska etapa      | Salvador Botella (ESP)    |             |
| 4     | 21. maj  | Saint-Vincent – Collina di Superga                | 132 km      |             | gorska etapa         | Federico Bahamontes (ESP) |             |
| 5     | 22. maj  | Torino – Mondovì                                  | 193 km      |             | gorska etapa         | Alfredo Sabbadin (ITA)    |             |
| 6     | 23. maj  | Mondovì – Chiavari                                | 258 km      |             | gorska etapa         | Silvano Ciampi (ITA)      |             |
| 7     | 24. maj  | Chiavari – Forte dei Marmi                        | 115 km      |             | gorska etapa         | Guido Boni (ITA)          |             |
|       | 25. maj  | dan počitka                                       | dan počitka | dan počitka | dan počitka          | dan počitka               | dan počitka |
| 8     | 26. maj  | Viareggio – Viareggio                             | 59,1 km     |             | posamični kronometer | Ercole Baldini (ITA)      |             |
| 9     | 27. maj  | Firence – Viterbo                                 | 215 km      |             | gorska etapa         | Nino Defilippis (ITA)     |             |
| 10    | 28. maj  | Viterbo – Rim                                     | 155 km      |             | ravninska etapa      | Gastone Nencini (ITA)     |             |
| 11    | 29. maj  | Rim – Scanno                                      | 225 km      |             | gorska etapa         | Nino Defilippis (ITA)     |             |
| 12    | 30. maj  | Scanno – San Benedetto del Tronto                 | 211 km      |             | ravninska etapa      | Pierino Baffi (ITA)       |             |
| 13    | 31. maj  | San Benedetto del Tronto – Cattolica              | 192 km      |             | gorska etapa         | Guido Carlesi (ITA)       |             |
| 14    | 1. junij | San Marino (San Marino) – San Marino (San Marino) | 12 km       |             | posamični kronometer | Charly Gaul (LUX)         |             |
| 15    | 2. junij | Cesena – Bosco Chiesanuova                        | 249 km      |             | gorska etapa         | Ercole Baldini (ITA)      |             |
| 16    | 3. junij | Verona – Levico Terme                             | 200 km      |             | ravninska etapa      | Miguel Poblet (ESP)       |             |
|       | 4. junij | dan počitka                                       | dan počitka | dan počitka | dan počitka          | dan počitka               | dan počitka |
| 17    | 5. junij | Levico Terme – Bolzano                            | 198 km      |             | gorska etapa         | Ercole Baldini (ITA)      |             |
| 18    | 6. junij | Bolzano – Trento                                  | 183 km      |             | gorska etapa         | Gastone Nencini (ITA)     |             |
| 19    | 7. junij | Trento – Gardone Riviera                          | 176 km      |             | gorska etapa         | Miguel Poblet (ESP)       |             |
| 20    | 8. junij | Salò – Milano                                     | 177 km      |             | ravninska etapa      | Miguel Poblet (ESP)       |             |
|       | Skupaj   | Skupaj                                            | 3341,1 km   | 3341,1 km   | 3341,1 km            | 3341,1 km                 | 3341,1 km   |

## Razvrstitev po klasifikacijah
| Etapa  | Zmagovalec          | Rožnata majica ·   | Rdeča majica ·  | Zelena majica ·     | Ekipno       |
| ------ | ------------------- | ------------------ | --------------- | ------------------- | ------------ |
| 1      | Willy Vannitsen     | Willy Vannitsen    | Willy Vannitsen | brez                | Ghigi–Coppi  |
| 2      | Ercole Baldini      | Ercole Baldini     | Miguel Poblet   | brez                | Legnano      |
| 3      | Salvador Botella    | Arnaldo Pambianco  | Miguel Poblet   | brez                | Faema–Guerra |
| 4      | Federico Bahamontes | Aldo Moser         | Miguel Poblet   | Federico Bahamontes | Faema–Guerra |
| 5      | Alfredo Sabbadin    | Salvador Botella   | Miguel Poblet   | Federico Bahamontes | Faema–Guerra |
| 6      | Silvano Ciampi      | Giovanni Pettinati | Miguel Poblet   | Federico Bahamontes | Faema–Guerra |
| 7      | Guido Boni          | Giovanni Pettinati | Miguel Poblet   | Federico Bahamontes | Faema–Guerra |
| 8      | Ercole Baldini      | Giovanni Pettinati | Miguel Poblet   | Federico Bahamontes | Faema–Guerra |
| 9      | Nino Defilippis     | Giovanni Pettinati | Miguel Poblet   | Federico Bahamontes | Faema–Guerra |
| 10     | Gastone Nencini     | Giovanni Pettinati | Miguel Poblet   | Federico Bahamontes | Faema–Guerra |
| 11     | Nino Defilippis     | Giovanni Pettinati | Miguel Poblet   | Federico Bahamontes | Faema–Guerra |
| 12     | Pierino Baffi       | Agonstino Colleto  | Miguel Poblet   | Federico Bahamontes | Faema–Guerra |
| 13     | Guido Carlesi       | Agonstino Colleto  | Miguel Poblet   | Federico Bahamontes | Carpano      |
| 14     | Charly Gaul         | Agonstino Colleto  | Miguel Poblet   | Federico Bahamontes | Carpano      |
| 15     | Ercole Baldini      | Ercole Baldini     | Miguel Poblet   | Federico Bahamontes | Carpano      |
| 16     | Miguel Poblet       | Ercole Baldini     | Miguel Poblet   | Federico Bahamontes | Carpano      |
| 17     | Ercole Baldini      | Ercole Baldini     | Miguel Poblet   | Jean Brankart       | Carpano      |
| 18     | Gastone Nencini     | Ercole Baldini     | Miguel Poblet   | Jean Brankart       | Faema–Guerra |
| 19     | Miguel Poblet       | Ercole Baldini     | Miguel Poblet   | Jean Brankart       | Faema–Guerra |
| 20     | Miguel Poblet       | Ercole Baldini     | Miguel Poblet   | Jean Brankart       | Carpano      |
| Skupaj | Skupaj              | Ercole Baldini     | Miguel Poblet   | Jean Brankart       | Carpano      |

## Končna razvrstitev
| Legenda | Legenda                                    | Legenda | Legenda                         |
| ------- | ------------------------------------------ | ------- | ------------------------------- |
|         | Predstavlja vodilnega v skupnem seštevku   |         | Predstavlja vodilnega po točkah |
|         | Predstavlja vodilnega v gorski razvrstitvi |         |                                 |

### Rožnata majica
| Poz. | Kolesar                 | Ekipa                             | Čas        |
| ---- | ----------------------- | --------------------------------- | ---------- |
| 1    | Ercole Baldini (ITA)    | Legnano                           | 92h 9' 30" |
| 2    | Jean Brankart (BEL)     | Saint-Raphaël–R. Geminiani–Dunlop | + 4' 17"   |
| 3    | Charly Gaul (LUX)       | Faema–Guerra                      | + 6' 07"   |
| 4    | Louison Bobet (FRA)     | Mercier–BP–Hutchinson             | + 9' 27"   |
| 5    | Gastone Nencini (ITA)   | Chlorodont–Leo                    | + 10' 36"  |
| 6    | Miguel Poblet (ESP)     | Ignis–Doniselli                   | + 11' 07"  |
| 7    | Jesús Loroño (ESP)      | Faema–Guerra                      | + 12' 12"  |
| 8    | Raphaël Géminiani (FRA) | Saint-Raphaël–R. Geminiani–Dunlop | + 13' 12"  |
| 9    | Pasquale Fornara (ITA)  | Ignis–Doniselli                   | + 14' 13"  |
| 10   | Aldo Moser (ITA)        | Cali                              | + 15' 00"  |

### Zelena majica
| Poz. | Kolesar                   | Ekipa                             | Točke |
| ---- | ------------------------- | --------------------------------- | ----- |
| 1    | Jean Brankart (BEL)       | Saint-Raphaël–R. Geminiani–Dunlop | 56    |
| 2    | Ercole Baldini (ITA)      | Legnano                           | 39    |
| 3    | Charly Gaul (LUX)         | Faema–Guerra                      | 38    |
| 4    | Federico Bahamontes (ESP) | Faema–Guerra                      | 37    |
| 5    | Nino Defilippis (ITA)     | Carpano                           | 19    |

### Rdeča majica
| Poz. | Kolesar                  | Ekipa                             | Točke |
| ---- | ------------------------ | --------------------------------- | ----- |
| 1    | Miguel Poblet (ESP)      | Ignis–Doniselli                   | 182   |
| 2    | Ercole Baldini (ITA)     | Legnano                           | 144   |
| 3    | Jean Brankart (BEL)      | Saint-Raphaël–R. Geminiani–Dunlop | 111   |
| 4    | Gastone Nencini (ITA)    | Chlorodont–Leo                    | 96    |
| 5    | Nino Defilippis (ITA)    | Carpano                           | 82.5  |
| 6    | Giuseppe Fallarini (ITA) | Asborno                           | 81    |
| 7    | Louison Bobet (FRA)      | Mercier–BP–Hutchinson             | 80    |
| 8    | Charly Gaul (LUX)        | Faema–Guerra                      | 77    |
| 9    | Josef Planckaert (BEL)   | Carpano                           | 70    |
| 9    | Rino Benedetti (ITA)     | Cali                              | 70    |

### Vmesni šprinti
| Poz. | Kolesar                    | Ekipa           | Točke |
| ---- | -------------------------- | --------------- | ----- |
| 1    | Alessandro Fantini (ITA)   | Atala–Pirelli   | 35    |
| 2    | Vito Favero (ITA)          | Atala–Pirelli   | 28    |
| 3    | Pierino Baffi (ITA)        | Chlorodont–Leo  | 21    |
| 4    | Miguel Poblet (ESP)        | Ignis–Doniselli | 18    |
| 5    | Giorgio Menini (ITA)       | San Pellegrino  | 13    |
| 6    | Mario Baroni (ITA)         | Torpado         | 10    |
| 7    | Nino Catalano (ITA)        | Cali            | 8     |
| 8    | Guido Carlesi (ITA)        | Chlorodont–Leo  | 6     |
| 9    | Waldemaro Bartolozzi (ITA) | Legnano         | 5     |
| 9    | Guido Boni (ITA)           | Bianchi–Pirelli | 5     |
| 9    | Jesús Galdeano (ESP)       | Faema–Guerra    | 5     |
| 9    | Cleto Maule (ITA)          | Torpado         | 5     |
| 9    | Federico Bahamontes (ESP)  | Faema–Guerra    | 5     |
| 9    | Bruno Tognaccini (ITA)     | Ignis–Doniselli | 5     |
| 9    | Giuseppe Pintarelli (ITA)  | Cali            | 5     |
| 9    | Armando Pellegrini (ITA)   | Faema–Guerra    | 5     |

### Ekipna razvrstitev
| Poz. | Ekipa                             | Točke        |
| ---- | --------------------------------- | ------------ |
| 1    | Carpano                           | 276h 41' 22" |
| 2    | Faema–Guerra                      | + 6' 13"     |
| 3    | Saint-Raphaël–R. Geminiani–Dunlop | + 41' 23"    |
| 4    | San Pellegrino                    | + 53' 08"    |
| 5    | Atala–Pirelli                     | + 1h 04' 32" |
| 6    | Legnano                           | + 1h 15' 56" |
| 7    | Ignis–Doniselli                   | + 1h 21' 48" |